# Pancho Córdova
Francisco Amado Córdova Ramírez (Pichucalco, Chiapas, 17 de agosto de 1916-Cuernavaca, Morelos, 7 de marzo de 1990), conocido como Pancho Córdova, fue un actor, director y argumentista de cine y televisión mexicano, con más de ciento cuarenta películas a lo largo de su trayectoria artística. Fue ganador de varios premios Ariel, por mejor coactuación masculina 1972 en Nosotros (1970) y por mejor argumento original en El águila descalza, premio compartido con Alfonso Arau, Héctor Ortega y el dramaturgo Emilio Carballido.

## Trayectoria
Su carrera se remonta a la llamada Época de oro del cine mexicano, actuando al lado de grandes figuras artísticas como Pedro Armendáriz, Jorge Negrete, Andrés Soler y Rebeca Iturbide, en Los tres alegres compadres, cinta filmada en el año de 1952.
En el año de 1965, filma El gángster, donde comparte créditos con el primer actor Arturo de Córdova, la bella Ana Luisa Peluffo, los entonces actores juveniles Angélica María y Fernando Luján, también figuran, la gran cantante y estrella de la Época de Oro Sofía Álvarez y los actores Víctor Alcocer, David Reynoso, "Frankenstein" Nathanael León y René Cardona Jr., bajo la dirección de Luis Alcoriza. 
En el año de 1971 coescribe e interpreta junto a Alfonso Aráu, Héctor Ortega y Ofelia Medina El águila descalza, dirigida por Arau, donde interpreta al encargado de un manicomio. 
También en 1971 interpreta al "Gûero Corrales" en Mecánica nacional, actuando al lado de Manolo Fábregas, Lucha Villa, Gloria Marín, Sara García, Fernando Casanova, Héctor Suárez, Luis Manuel Pelayo y otros más actores, dirigida también por Luis Alcoriza, que relata el drama de un adulterio, una muerte, una parranda fenomenal en medio de la espera de una carrera de autos. 
En 1974 interpreta a "Don Perpetuo del Rosal", en Calzonzin inspector, cinta que dirigiese y actuase Alfonso Arau, donde interpreta a un corrupto cacique pueblerino y en donde compartió créditos con el referido Héctor Ortega, Carmen Salinas, Virma González.
Posteriormente interpreta a "Don Jesús Quijano" "Quijanito" en Tívoli, cinta dirigida por Alberto Isaac, que relata la demolición de un teatro en la Ciudad de Méxicoy la vida nocturna en los años cuarenta y cincuenta, compartiendo créditos con Alfonso Arau, Carmen Salinas, Mario García "Harapos", Dámaso Pérez Prado, Héctor Ortega, Gerardo Cépeda, etc.
Además trabajó en filmes internacionales como Butch Cassidy and the Sundance Kid, del año de 1969, dirigida por George Roy Hill, actuando al lado de Paul Newman, Robert Redford, Strother Martin, Katharine Ross, etc., que relata la vida de dos famosos bandoleros, supuestamente muertos en Bolivia. 
Al año siguiente 1970, trabaja en Two Mules for Sister Sara, dirigida por Don Siegel, compartiendo créditos con Clint Eastwood, Shirley MacLaine, Manolo Fábregas, Armando Silvestre y Enrique Lucero en la historia del rescate de una monja que finalmente resulta ser una prostituta de altos vuelos. 
En 1971 también dirigió la película Los destrampados.
El actor falleció el 7 de marzo de 1990 a los 73 años de edad, estando internado en un hospital psiquiátrico de Cuernavaca, Morelos, donde se encontraba luego de una embolia que sufrió hacia varios años.

## Filmografía

### Como actor de cine
- 1951: Los huéspedes de La Marquesa (¡Que rico mambo!)
- 1952: Los tres alegres compadres
- 1955: El 7 leguas
- 1955: Fugitivos: Pueblo de proscritos
- 1956: Caras nuevas
- 1956: Ay, Chaparros... ¡Cómo abundan!
- 1957: La esquina de mi barrio
- 1957: La locura del rock 'n roll
- 1957: Nunca me hagan eso
- 1958: Chistelandia
- 1958: Échenme al gato
- 1958: El boxeador
- 1958: Vuelve chistelandia
- 1958: Manos arriba
- 1958: La nueva Chistelandia
- 1958: Pepito y los robachicos
- 1958: Sabrás que te quiero
- 1958: Una abuelita atómica
- 1958: Vuelve Chistelandia
- 1959: El cariñoso
- 1959: El cofre del pirata
- 1959: La pandilla en acción
- 1959: La pandilla se divierte
- 1959: Las coronelas
- 1959: Mi caballo y yo mi niño
- 1959: Nacida para amar
- 1960: Dos criados malcriados
- 1960: Tin Tan y las modelos
- 1960: Vivir del cuento
- 1961: Amorcito corazón
- 1961: Aventuras del látigo negro
- 1961: Besito a papá
- 1961: Carnaval en mi barrio
- 1961: Con la misma moneda
- 1961: Con quien andan nuestros locos
- 1961: Juan sin Miedo
- 1961: Los hermanos Del Hierro
- 1961: Muchachas que trabajan
- 1961: Suerte te dé Dios
- 1961: Tres tristes tigres
- 1962: El Látigo Negro contra los farsantes
- 1962: El malvado Carabel
- 1962: El vampiro sangriento
- 1962: Juventud sin Dios
- 1962: La marca del gavilán
- 1962: La muerte pasa lista
- 1962: El ángel exterminador de Luis Buñuel
- 1962: Tlayucan
- 1963: Aventuras de las hermanas X
- 1963: El tesoro del rey Salomón
- 1963: En la vieja California
- 1963: La risa de la ciudad
- 1963: Las vengadoras enmascaradas
- 1963: Los bravos de California
- 1963: Tin-Tan el hombre mono
- 1963: Vuelven los Argumedo
- 1964: El mundo de las drogas
- 1964: En la mitad del mundo
- 1964: Historia de un canalla
- 1964: La sonrisa de los pobres
- 1964: Las hijas del Zorro
- 1964: Las invencibles
- 1964: Los hijos del condenado
- 1964: Un ángel de mal genio
- 1964: Un gallo con espolones (Operación ñongos)
- 1965: El gángster
- 1965: Los dos cuatreros
- 1965: Tarahumara (Cada vez más lejos)
- 1966: Esta noche no
- 1966: Los Sánchez deben morir
- 1966: ¿Qué haremos con papá?
- 1966: Rage
- 1966: Tirando a gol
- 1967: La Soldadera
- 1968: Agente 00 Sexy
- 1968: Autopsia de un fantasma
- 1968: Los cañones de San Sebastián de Henri Verneuil
- 1968: La puerta y la mujer del carnicero
- 1968: Los asesinos
- 1969: Al rojo vivo
- 1969: Butch Cassidy and the Sundance Kid
- 1969: Cuando los hijos se van
- 1969: La marcha de Zacatecas
- 1969: Romance sobre ruedas
- 1969: The Desperate Mission. Telefilm.
- 1969: Las chicas malas del padre Méndez
- 1970: El oficio más antiguo del mundo
- 1970: La guerra de las monjas
- 1970: La vida inútil de Pito Pérez
- 1970: Paraíso
- 1970: Tres amigos
- 1970: Two Mules for Sister Sara
- 1971: El águila descalza
- 1971: El médico módico
- 1971: Los destrampados
- 1971: Jesús, nuestro Señor[2]
- 1971: River of Gold
- 1971: Siempre hay una primera vez
- 1971: Sin salida
- 1971: Los cachorros
- 1972: Apolinar
- 1972: Cayó de la gloria el diablo
- 1972: Doña Macabra
- 1972: El rincón de las vírgenes
- 1972: El vals sin fin
- 1972: Hay ángeles sin alas
- 1972: The Wrath of God de Ralph Nelson
- 1972: Los hijos de Satanás
- 1972: Mecánica nacional
- 1972: Tú, yo, nosotros
- 1972: Sucedió en Jalisco
- 1972: Un pirata de doce años
- 1973: Aquellos años
- 1973: El bueno para nada
- 1973: Le Privé
- 1973: La mansión de la locura
- 1974: Calzonzin inspector
- 1974: En busca de un muro
- 1974: Fe, esperanza y caridad .... En segmento de 'Caridad' (Zapatero)
- 1974: La madrecita
- 1974: Había una vez un pillo
- 1975: A Home of Our Own
- 1975: Bellas de noche
- 1975: Cristo te ama
- 1975: Don Herculano enamorado
- 1975: La presidenta municipal
- 1975: Pantaleón y las visitadoras
- 1975: Presagio
- 1975: Tívoli de Alberto Isaac[3]
- 1976: El alegre divorciado
- 1976: El niño y la estrella
- 1976: El rey
- 1976: La vida cambia
- 1976: Longitud de guerra
- 1977: Acto de posesión
- 1977: Bellas de noche 2
- 1977: El Rediezcubrimiento de México
- 1977: La Coquito
- 1978: "No todo lo que brilla es oro"
- 1978: Duro pero seguro
- 1978: El jardín de los cerezos
- 1978: La Plaza de Puerto Santo
- 1978: Las Noches de Paloma de Alberto Isaac
- 1979: El cielo es para todos
- 1979: Matar por matar
- 1979: Rocky Carambola
- 1979: Una noche embarazosa
- 1980: El Combate
- 1980: Háblame de Rita
- 1981: La muerte es un buen negocio
- 1983: La capilla ardiente

### Como guionista
| - 1956 : Caras nuevas de Mauricio de la Serna - 1956 : Ay, Chaparros... ¡Cómo abundan! de Rolando Aguilar - 1956 : Vivir a todo dar de Gilberto Martínez Solares - 1957 : El campeón ciclista de Fernando Cortés - 1957 : Las locuras del rock 'n roll de Fernando Méndez - 1957 : El buen ladrón de Mauricio de la Serna - 1957 : La esquina de mi barrio de Fernando Méndez - 1958: Échenme al gato de Alejandro Galindo - 1959 : Cuando se quiere se quiere de Chano Urueta - 1959: El joven del carrito de René Cardona - 1959: Una señora movida de René Cardona - 1960 : Vivir del cuento de Rafael Baledón - 1960 : El supermacho de Alejandro Galindo - 1960 : Un trío de tres de Carlos Orellana - 1960 : Rebelde sin casa de Benito Alazraki - 1961 : Tres tristes tigres de Gilberto Gazcón - 1962 : Los bárbaros del norte de José Díaz Morales - 1962 : El cara parchada de José Díaz Morales | - 1962 : Locos por la música de Julio Porter - 1963 : La risa de la ciudad de Gilberto Gazcón - 1964 : Un gallo con espolones (Operación ñongos) de Zacarías Gómez Urquiza - 1965 : Los fantasmas burlones de Rafael Baledón - 1965 : El dengue del amor de Roberto Rodríguez - 1965 : Cargando con el muerto de Zacarías Gómez Urquiza - 1966 : Falsificadores asesinos de Zacarías Gómez Urquiza - 1966 : Tirando a gol de Icaro Cisneros - 1967 : Me quiero casar de Julián Soler - 1967 : Juego peligroso de Luis Alcoriza y Arturo Ripstein - 1967 : Caballos de acero de Miguel M. Delgado - 1967 : Bromas, S.A. de Alberto Mariscal - 1968 : Agente 00 Sexy de Fernando Cortés - 1970 : Vuelo directo de Juan Caporal - 1970 : Tres amigos de Gilberto Gazcón - 1970 : El cínico de Gilberto Gazcón - 1971 : El águila descalza de Alfonso Arau - 1972 : El rincón de las vírgenes de Alberto Isaac |

### Como realizador
- 1971 : Los destrampados

## Distinciones
- 1972 : Ariel de Plata al Mejor Segundo Rol por Tú, yo, nosotros, segmento nosotros de Jorge Fons
- 1974 : Ariel de Oro al Mejor Actor por Fe, esperanza y caridad
- 1975 : Premio ACE al Mejor Actor por Tú, yo, nosotros
- 1979 : Premio ACE al Mejor Segundo Rol por La plaza de Puerto Santo